# Joseph Luechai Thatwisai

Wappen von Joseph Luechai Thatwisai

Joseph Luechai Thatwisai (Thai: ยอแซฟ ลือชัย ธาตุวิสัย; * 2. Dezember 1962 in Phon Sung, Landkreis Chai Wan, Provinz Udon Thani, Nordost-Thailand) ist thailändischer Priester und Bischof von Udon Thani.

## Leben
Joseph Luechai Thatwisai empfing am 24. Mai 1990 die Priesterweihe. Papst Benedikt XVI. ernannte ihn am 14. November 2009 zum Bischof von Udon Thani.
Der Altbischof von Udon Thani, George Yod Phimphisan CSsR, spendete ihm am 6. Februar des nächsten Jahres die Bischofsweihe; Mitkonsekratoren waren Salvatore Pennacchio, Apostolischer Nuntius in Thailand, Singapur und Kambodscha und Apostolischer Delegat in Myanmar, Laos, Malaysia und Brunei Darussalam, und Louis Chamniern Santisukniram, Erzbischof von Thare und Nonseng. 